# Ligueil
Ligueil è un comune francese di 2 244 abitanti situato nel dipartimento dell'Indre e Loira nella regione del Centro-Valle della Loira.

## Società

### Evoluzione demografica

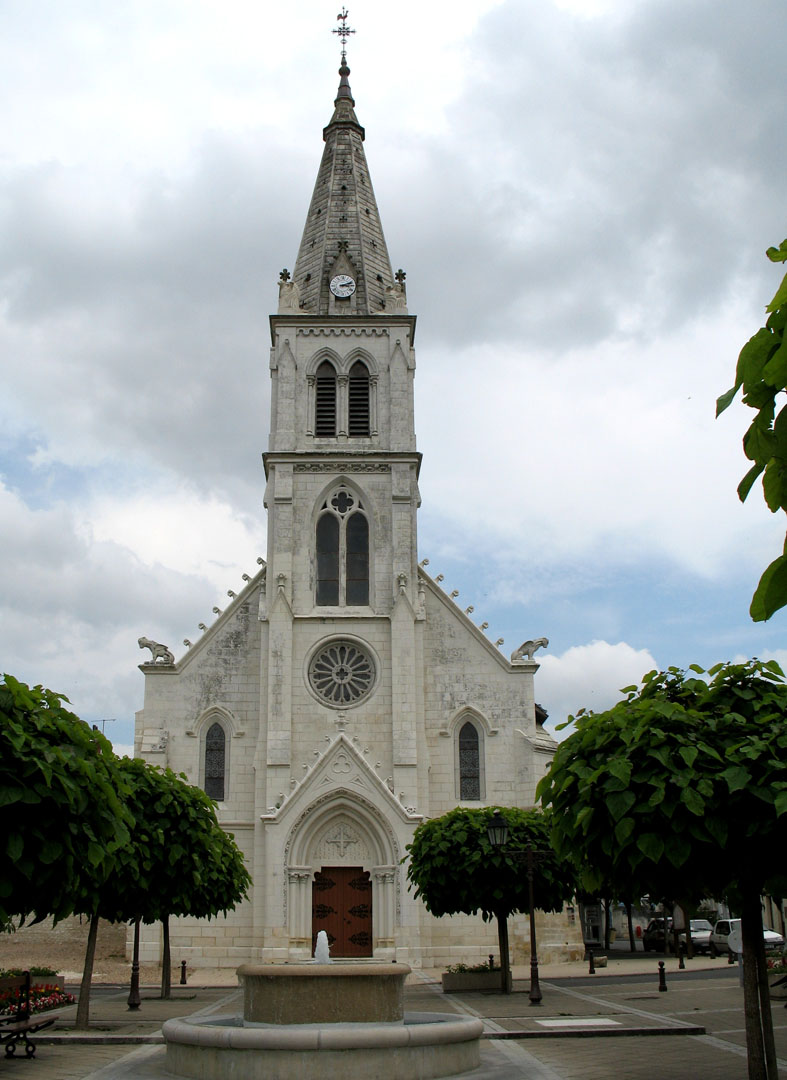
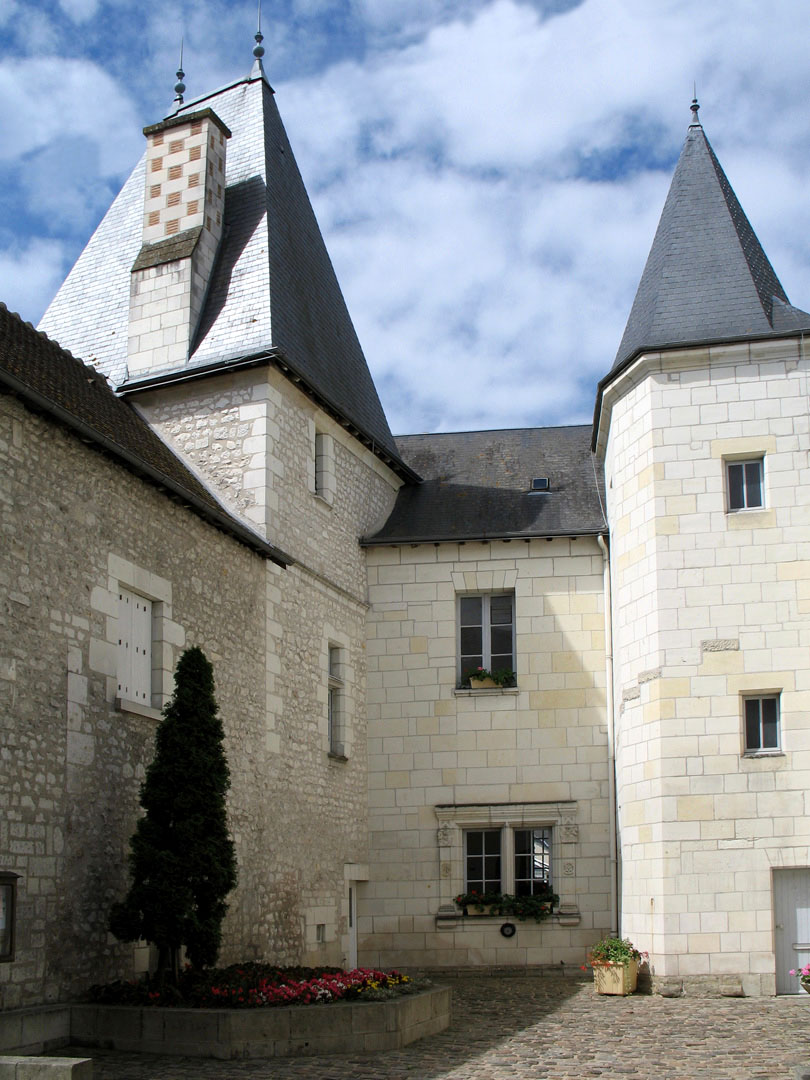
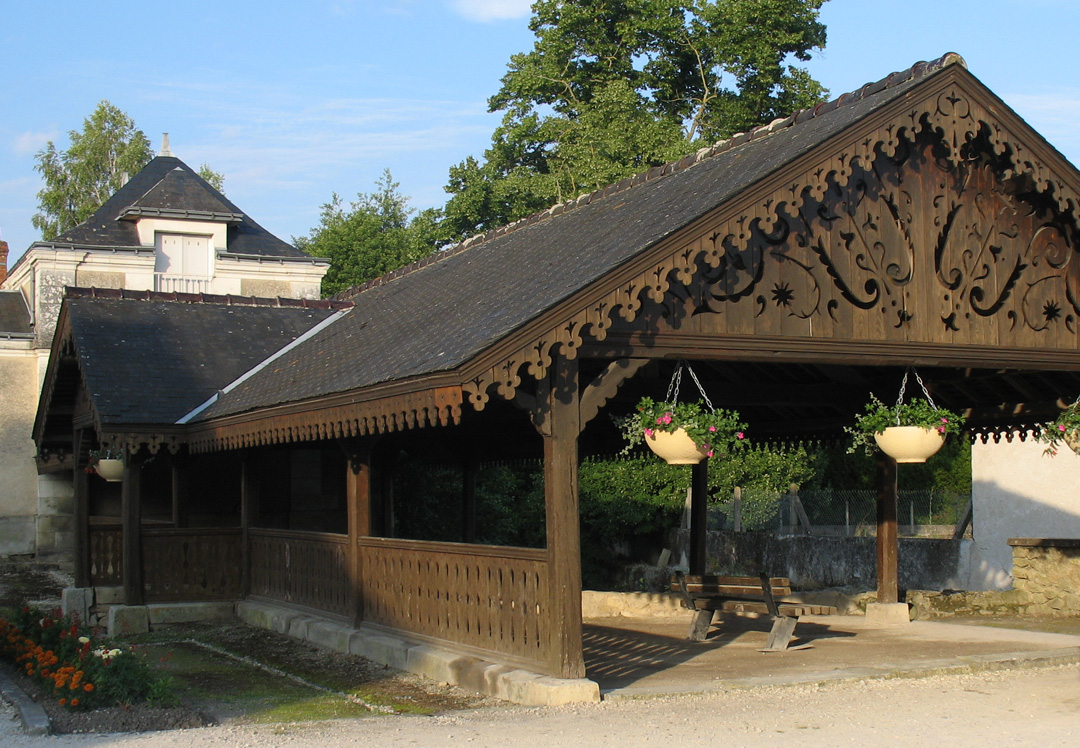
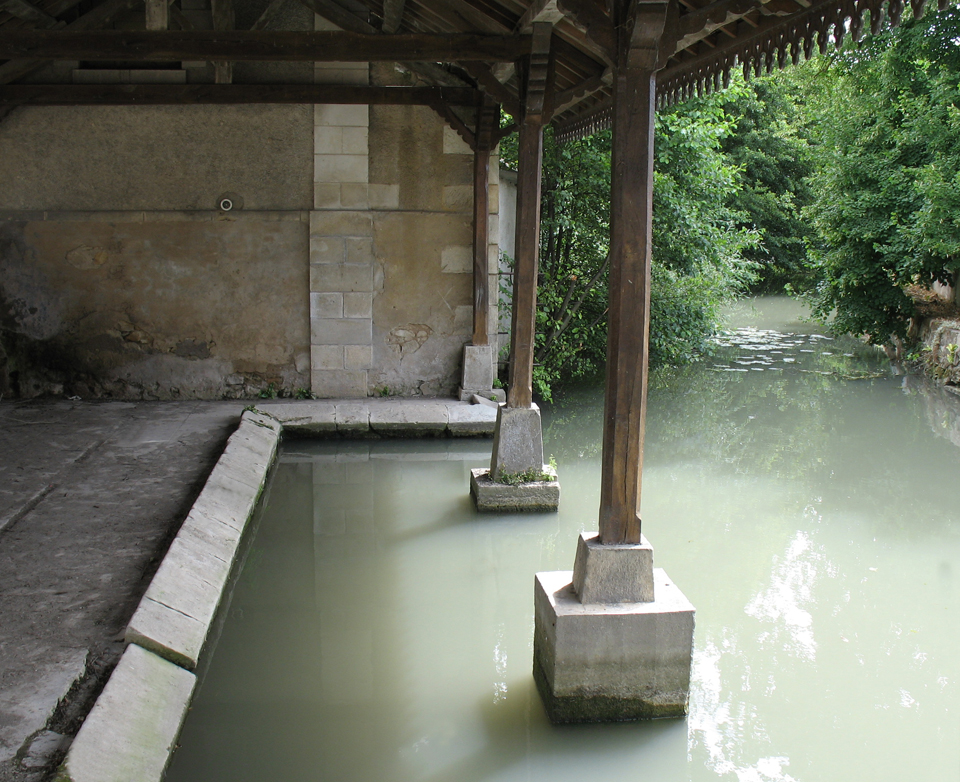
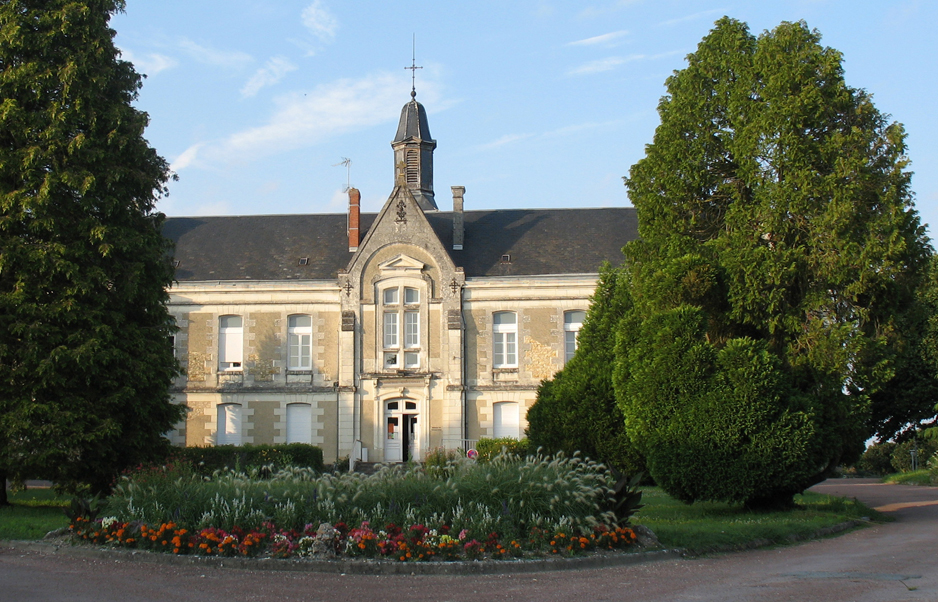
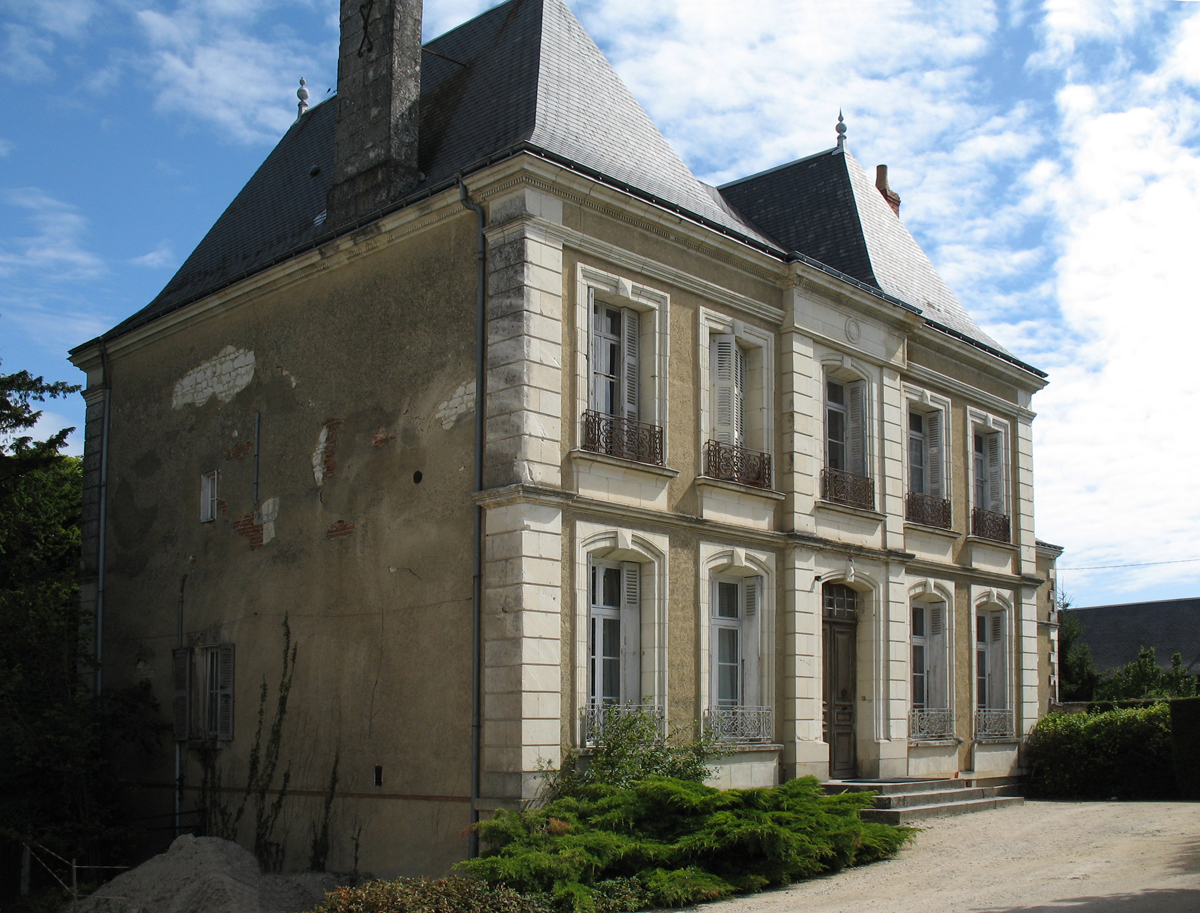
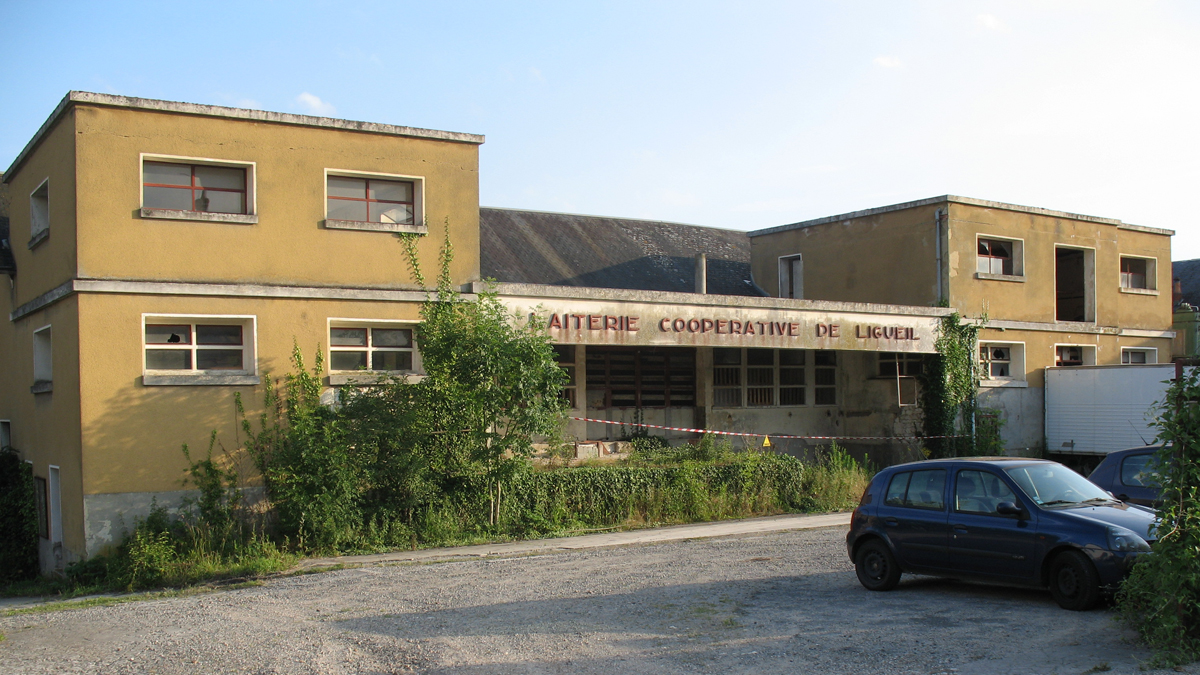

Abitanti censiti